# Колесникова, Ирина Владимировна (кёрлингистка)
Ири́на Влади́мировна Коле́сникова (род. 10 мая 1964, Ленинград) — российская кёрлингистка, мастер спорта (1995), неоднократный победитель и призёр чемпионатов и Кубка России, член сборной команды России (как игрок и как тренер), участница чемпионатов Европы (1994—1996). Тренер высшей категории по кёрлингу. Старший тренер женской команды Адамант-СКА (Санкт-Петербург). Старший тренер смешанной парной сборной команды России. Вице-президент Федерации кёрлинга России (ФКР), член тренерского совета ФКР, член исполкома ФКР.
Как тренер женской сборной России участник зимних Олимпийских игр 2022.

## Биография
В 1982 году закончила Государственный институт физической культуры имени П. Ф. Лесгафта..

### Как игрок
Участник всех первых 17-ти чемпионатов страны по кёрлингу среди женщин, начиная с сезона 1992—1993 и по сезон 2010—2011. Один из самых титулованных игроков отечественного кёрлинга — неоднократный победитель и призёр чемпионатов России, розыгрышей Кубка страны и международных турниров. Участник первого турне сборной страны в Шотландию в середине 1990-х. Выступала за команду СКА (Санкт-Петербург).
Участвовала в составе женской сборной команды России в чемпионатах Европы (1994, 1995, 1996, 1998, 1999).
Участвовала в составе женской ветеранской сборной России в чемпионатах мира среди ветеранов (2015, 2016, 2017, 2018, 2019).

### Как тренер
Стаж тренерской работы — с 1992 года по наст. время. Является старшим тренером команд Спортивного клуба армии, ШВСМ ЗВС и старшим тренером по работе со сборными командами города федерации кёрлинга Санкт-Петербурга. Неоднократно приводила городские клубные команды и сборные команды к победам и завоеванию призовых мест на чемпионатах и первенствах России, розыгрышах Кубка страны. Являлась тренером сборных команд Санкт-Петербурга на зимних спартакиадах учащихся России (2004—2009 г.г.) и зимних молодёжных играх-2008, выигравших призовые места, а также золото первенства России-2009 (девушки).
С 1995 года, на протяжении ряда лет, работала с женской сборной командой России — как старший тренер и тренер. Являлась тренером женской сборной команды страны, впервые завоевавшей право на выход в группу А чемпионата Европы (1997) и впервые выступавшей в группе А чемпионата Европы (1998). Входила в тренерский состав женской сборной России на чемпионате мира 2009 года.
Подготовила большое количество спортсменов, ставших победителями и призёрами всероссийских и международных соревнований — Марина Черепанова, Валентин Деменков, Виктория Моисеева и др. Личный тренер Яны Некрасовой — чемпионки мира 2010 года (в дисциплине «дабл-микст» — «смешанная пара»), участницы зимних Олимпиад 2002 и 2006 г. г. Награждена почётным знаком Госкомспорта РФ «Отличник физической культуры и спорта».

## Команды
| Сезон                                          | Четвёртый          | Третий             | Второй              | Первый              | Запасной                                                                    | Турниры                               |
| ---------------------------------------------- | ------------------ | ------------------ | ------------------- | ------------------- | --------------------------------------------------------------------------- | ------------------------------------- |
| 1994—95                                        | Татьяна Смирнова   | Ирина Колесникова  | Марина Черепанова   | Екатерина Лисицкая  | тренер: Юрий Шулико                                                         | ЧЕ 1994 (16 место)                    |
| 1995—96                                        | Татьяна Смирнова   | Ирина Колесникова  | Екатерина Лисицкая  | Марина Черепанова   | Natalie Loukashenkova тренер: Joe Wälchli                                   | ЧЕ 1995 (11 место)                    |
| 1996—97                                        | Татьяна Смирнова   | Ирина Колесникова  | Яна Некрасова       | Марина Черепанова   |                                                                             | ЧЕ 1996 (13 место)                    |
| 1998—99                                        | Татьяна Смирнова   | Ирина Колесникова  | Яна Некрасова       | Марина Черепанова   |                                                                             | ЧЕ 1998 (11 место)                    |
| 1999—00                                        | Ольга Жаркова      | Нина Головченко    | Яна Некрасова       | Ирина Колесникова   | Татьяна Смирнова тренер: Ольга Андрианова                                   | ЧЕ 1999 (8 место)                     |
| 2007—08                                        | Екатерина Лисицкая | Эльвира Гуляева    | Ольга Волохова      | Ирина Колесникова   | Анна Мыльникова, Арина Коптиева                                             | КРЖ 2007 (4 место) ЧРЖ 2008 (5 место) |
| 2008—09                                        | Екатерина Лисицкая | Ирина Колесникова  | Эльвира Гуляева     | Арина Коптиева      |                                                                             | ЧРЖ 2009 (9 место)                    |
| 2009—10                                        | Ольга Волохова     | Ирина Колесникова  | Яна Гаршина         | Арина Коптиева      |                                                                             | КРЖ 2009 (6 место) ЧРЖ 2010 (7 место) |
| 2010—11                                        | Яна Некрасова      | Наталья Эверт      | Светлана Фильчакова | Ирина Колесникова   |                                                                             | ЧРЖ 2011 (7 место)                    |
| 2011—12                                        | Яна Некрасова      | Наталья Эверт      | Светлана Фильчакова | Ирина Колесникова   |                                                                             | КРЖ 2011                              |
| 2014—15                                        | Евгения Дёмкина    | Екатерина Кузьмина | Ульяна Васильева    | Анастасия Москалёва | Ирина Колесникова                                                           |                                       |
| 2014—15                                        | Татьяна Смирнова   | Ирина Колесникова  | Наталья Ильенкова   | Людмила Мурова      | Екатерина Приемская тренер: Вадим Раев                                      | ЧМВ 2015 (11 место)                   |
| 2015—16                                        | Татьяна Смирнова   | Ирина Колесникова  | Наталья Ильенкова   | Людмила Мурова      | Екатерина Приемская тренер: Вадим Раев                                      | ЧМВ 2016 (9 место)                    |
| 2016—17                                        | Татьяна Смирнова   | Ирина Колесникова  | Наталья Ильенкова   | Людмила Мурова      | Екатерина Приемская тренер: Вадим Раев                                      | ЧМВ 2017 (6 место)                    |
| 2017—18                                        | Татьяна Смирнова   | Ирина Колесникова  | Наталья Ильенкова   | Екатерина Приемская | Людмила Мурова тренер: Александр Бадилин                                    | ЧМВ 2018 (10 место)                   |
| 2018—19                                        | Татьяна Смирнова   | Ирина Колесникова  | Наталья Ильенкова   | Екатерина Приемская | Людмила Мурова тренер: Яна Некрасова                                        | ЧМВ 2019 (11 место)                   |
| Кёрлинг среди смешанных команд (mixed curling) |                    |                    |                     |                     |                                                                             |                                       |
| 2009—10                                        | Валентин Деменков  | Виктория Моисеева  | Иван Уледев         | Мария Дуюнова       | Ирина Колесникова тренеры: А.В. Колесников, И.В. Колесникова, О.М. Волохова | КРСК 2009 · (ШВСМ ЗВС, СПб)           |
| 2009—10                                        | Яна Некрасова      | Александр Орлов    | Ирина Колесникова   | Никита Першаков     | Алёна Борисова                                                              | ЧРСК 2010 (8 место) (СКА-1, СПб)      |

(скипы выделены полужирным шрифтом)

## Результаты как тренера национальных сборных
| Год  | Турнир                                                   | Сборная                                              | Место |
| ---- | -------------------------------------------------------- | ---------------------------------------------------- | ----- |
| 1997 | Чемпионат Европы по кёрлингу 1997                        | Россия (мужчины)                                     | 15    |
| 2010 | Чемпионат мира по кёрлингу среди ветеранов 2010          | Россия (ветераны муж.)                               | 9     |
| 2010 | Чемпионат мира по кёрлингу среди смешанных пар 2010      | Россия (смешанная пара)                              | 1     |
| 2011 | Чемпионат Европы по кёрлингу среди смешанных команд 2011 | Россия (смешанная команда)                           | 13    |
| 2013 | Чемпионат мира по кёрлингу среди юниоров 2013            | Россия (юниоры жен.)                                 | 1     |
| 2013 | Чемпионат мира по кёрлингу среди смешанных пар 2013      | Россия (смешанная пара)                              | 9     |
| 2014 | Чемпионат мира по кёрлингу среди юниоров 2014            | Россия (юниоры жен.)                                 | 3     |
| 2014 | Чемпионат мира по кёрлингу среди смешанных пар 2014      | Россия (смешанная пара)                              | 6     |
| 2015 | Чемпионат мира по кёрлингу среди юниоров 2015            | Россия (юниоры жен.)                                 | 7     |
| 2016 | Чемпионат мира по кёрлингу среди юниоров (группа Б) 2016 | Россия (юниоры жен.)                                 | 1     |
| 2016 | Чемпионат мира по кёрлингу среди юниоров 2016            | Россия (юниоры жен.)                                 | 7     |
| 2018 | Зимние Олимпийские игры 2018                             | ОСР · (Олимпийские спортсмены из России) · (женщины) | 9     |
| 2018 | Чемпионат мира по кёрлингу среди женщин 2018             | Россия (женщины)                                     | 3     |
| 2018 | Чемпионат Европы по кёрлингу 2018                        | Россия (женщины)                                     | 4     |
| 2019 | Чемпионат мира по кёрлингу среди женщин 2019             | Россия (женщины)                                     | 5     |
| 2019 | Чемпионат Европы по кёрлингу 2019                        | Россия (женщины)                                     | 4     |
| 2021 | Чемпионат мира по кёрлингу среди женщин 2021             | Россия (женщины)                                     | 2     |
| 2021 | Чемпионат Европы по кёрлингу 2021                        | Россия (женщины)                                     | 4     |
| 2022 | Зимние Олимпийские игры 2022                             | Россия (женщины)                                     | 10    |